# کافه فلش
کافه فِـلِـش (انگلیسی: Café Flesh) یک فیلم پورنوی کالت علمی–تخیلی و پسارستاخیزی محصول سال ۱۹۸۲ است. از بازیگران آن می‌توان میشل باور، ریچارد بلزر، و کوین جیمز را نام برد.